# Zagórze (gmina Bliżyn)
Zagórze – wieś w Polsce położona w województwie świętokrzyskim, w powiecie skarżyskim, w gminie Bliżyn.
| SIMC    | Nazwa         | Rodzaj     |
| ------- | ------------- | ---------- |
| 0229091 | Brzask        | przysiółek |
| 0229100 | Czerwona Góra | część wsi  |

W latach 1975–1998 miejscowość należała administracyjnie do województwa kieleckiego.
Przez wieś przechodzi  żółty szlak turystyczny prowadzący przez okolice Skarżyska-Kamiennej.
Wierni Kościoła rzymskokatolickiego należą do parafii św. Ludwika w Bliżynie.